# 奧蘭普·韋爾西尼
奧蘭普·韋爾西尼（法語：Olympe Versini，法語發音：[ɔlɛ̃p vɛʁsini]；1952年6月6日—）出生於法國巴黎十五區，是一位法式料理的女性主廚和作家。

## 生平
奧蘭普·韋爾西尼全名為多米尼克·讓娜·安娜-瑪麗·馬德萊娜·“奧蘭普”·韋爾西尼（法語：Dominique Jeanne Anne-Marie Madeleine “Olympe” Versini），父親的血統來自於科西嘉島，六歲就開始跟著母親學做飯，他的父親看她對於烹飪有些興趣，於是當她13歲的時候，給了她一本食譜，不過她並沒有馬上就得到啟蒙，16歲的時候和她的先生阿爾貝·納米亞斯（Albert Nahmias）相遇並結婚，次年1969年的時候生下了她的兒子，四年後1973年為了謀生，他們在巴黎開了一間小餐館，憑藉著奧蘭普·韋爾西尼的天分，她在廚房當中漸漸找出個人的餐食特色，也有參考新潮烹調的料理方向，使得這家小餐館的生意漸漸有了起色。
1974年這家餐廳受到戈和米約的關注，而亞伯·納米亞斯在電影圈擔任製片人，因此引起一些名人前來用餐，例如：米克·贾格尔爵士、法國電影導演克勞德·貝黎和羅曼·波蘭斯基。這對夫妻在七〇年代末期漸漸受到各界的矚目，從1978年開始，奧蘭普·韋爾西尼和廣播節目製作人埃芙·鲁杰里（Ève Ruggieri）合作，每天在法國國際廣播電台的廣播節目推出一道食譜，接著也在法國電視一台《關注女性》（法語：Le attention des femmes）製作節目，接著也在费加罗报開設專欄。1979年奧蘭普·韋爾西尼的小餐館獲得米其林指南一星評鑑。
1988年奧蘭普·韋爾西尼和丈夫分居並離開經營的小餐館，過了幾年旅行、繪畫、攝影的賦閒生活，1993年回到自己的餐館重新接管，並且命名為Casa Olympe餐廳，重新調整了經營的方向，從原本的Bistro小酒館，受到伊夫·康伯博尔德（Yves Cambeborde）的影響，成為bistronomy飲食風格的先鋒主廚之一。

### 出版品
- 1980年 《夏娃和奧蘭普的廚房：來自法國各地的食譜》（法語：La Cuisine d’Ève et Olympe : Des recettes de la France entière）
- 1981年 《朗姆酒烹飪》（法語：La cuisine au rhum）
- 1982年 《奧蘭普美食：一個大而簡單的廚房》（法語：La Cuisine d’Olympe : Une grande cuisine toute simple）
- 1991年 《我的廚房從A到Z：我的200個秘方》（法語：Ma Cuisine de A à Z : Mes 200 recettes secrètes）
- 1991年 《奧蘭普美食：輕鬆烹製的美味法式料理》（法語：The Cuisine of Olympe : Great french cooking easily prepared）
- 2003年 《不耐煩的美食家：來自Casa Olympe的146道菜譜》（法語：La gourmande impatiente : 146 recettes de la Casa Olympe）
- 2008年 《烹飪和學術評論》（法語：Propos culinaires et savants）

### 受獎
- 米其林指南
- 藝術與文學勳章